# Ubuntu (filozofie)
Ubuntu ([ù.ˈɓún.tʼú] v zuluštině a xhoštině) je filosofie subsaharské Afriky a etický systém zaměřující se na mezilidské vztahy a pomoc bližnímu. Slovo „ubuntu“ má své kořeny v jihoafrických bantuských jazycích.

## Význam
Existuje mnoho možných překladů ubuntu do češtiny:
- Lidskost vůči ostatním.
- Jsem, protože jsme.
- Člověkem lidmi, tj. osoba se stává člověkem jinými lidmi; člověk je člověkem díky druhým lidem.
- Jsem, protože ty jsi.
- Jsem tím, kým jsem, díky tomu, kým jsme všichni. [1]

## Princip
Ubuntu je považováno za tradiční africký filosofický koncept. Hlavním principem filosofie ubuntu je víra v univerzální pouto, které spojuje celé lidstvo.